# Obwód Ochota Armii Krajowej
Obwód IV Ochota – kryptonimy: „Osiemnastka”, „18” (w ramach SZP), „44” (w ramach ZWZ/AK), „XXIV” (od 15 czerwca 1944), „IV” (od 9 sierpnia 1944) jednostka organizacyjna okręgu warszawskiego Armii Krajowej działająca w okresie okupacji niemieckiej w Polsce.

## Okres konspiracji
Działania konspiracyjne na Ochocie rozpoczęły się w końcu 1939. Organizował je, w ramach Służby Zwycięstwu Polski, por. Zygmunt Żółtkowski „Odwet”.
Pierwsze jednostki liniowe zaczęto formować w maju i czerwcu 1940. Utworzono 2 plutony liczące po ok. 30 ludzi. Dowództwo 1. objął ppor. Witold Daab „Stefan”, a 2. ppor. Stanisław Chabros „Dybowski”. 3. pluton sformowano w połowie 1941. W jego skład weszło ok. 30 ludzi pod dowództwem por. Józefa Stępkowskiego.
Od drugiej połowy 1941 nastąpił szybki wzrost liczebny oddziałów obwodu dzięki rekrutacji w ramach Związku Walki Zbrojnej, jak i przyłączaniu się grup innych organizacji niepodległościowych.

## Organizacja w przeddzień wybuchu powstania
Latem 1944 stan obwodu przedstawiał się następująco:
- Dowódca – ppłk. Mieczysław Sokołowski ps. „Grzymała”;
- Zastępca i szef sztabu – mjr Zenon Bayer. „Zenon”;
- Kwatermistrz – ppor. Michał Karwacki „Sowa”;
- Pluton osłonowy 438 – pchor „Janusz” NN;

W skład obwodu wchodziły 3 rejony:
- Rejon I (Ochota, Szczęśliwice) kryptonim „XXIV-41” – dowódca kpt. Tadeusz Jasiński „Zych”;
  - I Zgrupowanie – dowódca kpt. Michał Pankiewicz „Wacław”;
    - 1 kompania – dowódca ppor. rez. Tadeusz Witt „Zemsta” (plutony: 410, 410, 419);
    - 2 kompania – dowódca ppor. rez. Józef Winiarski „Prostak” (plutony 403, 416, 417);
    - 3 kompania – dowódca ppor. rez. Eugeniusz Kołodziejczyk „Orliński” (plutony 412, 413, 426);

  - II Zgrupowanie – dowódca por. Witold Daab „Stefan” (późniejszy Batalion „Odwet”);
    - 1 kompania – dowódca ppor. Jerzy Urbański „Jur” (plutony 401, 421);
    - 2 kompania – dowódca ppor. rez. Józef Chabros „Dybowski” (plutony 402, 422, 427);
    - 3 kompania – dowódca ppor. Jan Petrykowski „Zabawa”;

  - III Zgrupowanie – dowódca ppor. Tadeusz Kotecki „Kalina” (plutony 404, 405, 406 i pluton bez numeru);

- Rejon II (Narutowicza, Wawelska, Filtrowa) kryptonim „XXIV-42” – dowódca kpt. Eugeniusz Kosiacki „Korczak”;
  - I Zgrupowanie (II Batalion OW PPS) – dowódca plut. pchor. Jan Kołtuniak „Kielecki” (plutony 431, 432);
  - II Zgrupowanie – dowódca ppor. Jerzy Gołembiewski „Stach” (plutony 435, 436, 437);
  - III Zgrupowanie – dowódca por. Stanisław Junk „Brzoza” (plutony 433, 434);

- Rejon III (ul. Barska, Dworzec Zachodni) kryptonim „XXIV-43” – dowódca por. Andrzej Chyczewski „Gustaw”. 
  - I Zgrupowanie – dowódca ppor. rez. Czesław Łapiński „Brzeski” (plutony 407, 451, 453);
  - II Zgrupowanie – dowódca ppor. rez. Jan Matraś „Janek” (plutony 414, 415, 420).

Stan liczbowy obwodu wynosił ok. 1500 żołnierzy. W skład obwodu wchodziła też Wojskowa Służba Kobiet licząca ok. 400 osób w oddziałach sanitarnych i łączności.

## Zadania na wypadek wybuchu powstania
W czasie powstania oddziały obwodu Ochota miały opanować:
- koszary w Domu Akademickim przy placu Narutowicza, obsadzone przez ok. 350 funkcjonariuszy Schutzpolizei;
- koszary w budynkach Akademii Nauk Politechnicznych i Dyrekcji Lasów Państwowych obsadzonych przez dwie kompanie SS, w sile ok. 300 żołnierzy;
- koszary w budynku szkoły przy ul. Tarczyńskiej 8, gdzie stacjonowała kompania SS w sile ok. 150 żołnierzy.

Oddziały powstańcze miały też zamknąć i utrzymać prowadzące przez dzielnicę drogi przelotowe, a więc osłaniać Warszawę od południowego zachodu.

## Walki oddziałów
1 sierpnia na wyznaczone miejsca koncentracji stawiło się ok. 600 żołnierzy. Nie dotarła też na czas cała broń, którą rozporządzał obwód. Wobec znacznej przewagi liczebnej i ogniowej nieprzyjaciela, oraz  utraty elementu zaskoczenia, natarcia podjęte o godzinie „W” nie powiodły się. Większość oddziałów wycofano poza miasto. 2 sierpnia stoczono bój pod Pęcicami, w którym poległo ok. 100 żołnierzy. Następnie oddziały wycofały się na koncentrację do lasów chojnowskich.
Pozostałe na Ochocie jednostki przeszły do obrony, tworząc dwie reduty:
- „Wawelska” – w czworoboku bloków przy ulicach: Wawelskiej, Pługa, Mianowskiego i Uniwersyteckiej – pod dowództwem ppor. Jerzego Gołembiewskiego „Stacha”;
- „Kaliska” – w zespole budynków Monopolu Tytoniowego i przyległych domów – pod dowództwem por. Andrzeja Chyczewskiego „Gustawa”.

Grupa „Wawelska” wytrwała na pozycjach do  11 sierpnia, kiedy – wobec braku amunicji i możliwości kontynuowania walki – wycofała się kanałami do Śródmieścia Południe. Tam została wcielona do Batalionu „Iwo” i brała udział w jego akcjach bojowych. Od początku września, w ramach Batalionu „Ostoja”, odpierała Niemców nacierających wzdłuż Al. Jerozolimskich. Tam też dotrwała do momentu kapitulacji powstania.
Grupa „Kaliska” walczyła w rejonie ul. Kaliskiej i Barskiej. Zajmowane stanowiska utrzymano do 10 sierpnia, kiedy wobec wyczerpania wszelkich możliwości prowadzenia walki, wycofała się na koncentrację do lasów chojnowskich. Po reorganizacji i uzupełnieniu stanu oddział, pod dowództwem por. „Gustawa”, wrócił do Warszawy i wziął udział w walkach w Wilanowie, na Sadybie, Czerniakowie i Mokotowie do końca powstania.
Jednym z kapelanów był ks. Jan Salamucha.